# Temporada 1988-89 de los Utah Jazz
La temporada 1988-89 fue la decimoquinta de los Jazz en la NBA, y la décima en su ubicación en Salt Lake City, tras cinco temporadas en Nueva Orleans. La temporada regular acabó con 51 victorias y 31 derrotas, ocupando el segundo puesto de la Conferencia Oeste, clasificádose para los playoffs, en los que cayeron en primera ronda ante Golden State Warriors.

## Elecciones en elDraft
| Ronda | Puesto | Jugador      | Posición | Nacionalidad   | Universidad |
| ----- | ------ | ------------ | -------- | -------------- | ----------- |
| 1     | 17     | Eric Leckner | Pívot    | Estados Unidos | Wyoming     |
| 2     | 42     | Jeff Moe     | Escolta  | Estados Unidos | Iowa        |
| 3     | 67     | Ricky Grace  | Base     | Estados Unidos | Oklahoma    |

## Temporada regular
| División Medio Oeste | División Medio Oeste | División Medio Oeste | División Medio Oeste | División Medio Oeste | División Medio Oeste | División Medio Oeste | División Medio Oeste | División Medio Oeste |
| Equipo               | G                    | P                    | %                    | PD                   | Casa                 | Fuera                | Div                  |                      |
| -------------------- | -------------------- | -------------------- | -------------------- | -------------------- | -------------------- | -------------------- | -------------------- | -------------------- |
| y-Utah Jazz          | 51                   | 31                   | .622                 | –                    | 34–7                 | 17–24                | 19–11                |                      |
| x-Houston Rockets    | 45                   | 37                   | .549                 | 6                    | 31–10                | 14–27                | 19–11                |                      |
| x-Denver Nuggets     | 44                   | 38                   | .537                 | 7                    | 35–6                 | 9–32                 | 18–12                |                      |
| Dallas Mavericks     | 38                   | 44                   | .463                 | 13                   | 24–17                | 14–27                | 19–11                |                      |
| San Antonio Spurs    | 21                   | 61                   | .256                 | 30                   | 18–23                | 3–38                 | 9–21                 |                      |
| Miami Heat           | 15                   | 67                   | .183                 | 36                   | 12–29                | 3–38                 | 6–24                 |                      |

## Playoffs

### Primera ronda
Utah Jazz vs. Golden State Warriors 
| Fecha       | Partido                                   | Ciudad         |
| ----------- | ----------------------------------------- | -------------- |
| 27 de abril | Utah Jazz 119, Golden State Warriors 123  | Salt Lake City |
| 29 de abril | Utah Jazz 91, Golden State Warriors 99    | Salt Lake City |
| 2 de mayo   | Golden State Warriors 120, Utah Jazz 106  | Oakland        |
|             | Golden State Warriors gana las series 3-0 |                |

## Estadísticas
| Rk | Jugador          | Edad | P  | PT | MP   | TC   | TCI  | %TC  | T3  | T3I | %T3  | TL  | TLI  | %TL  | RO  | RD  | RT   | AS   | RB  | TAP | BP  | FP  | PTS  |
| -- | ---------------- | ---- | -- | -- | ---- | ---- | ---- | ---- | --- | --- | ---- | --- | ---- | ---- | --- | --- | ---- | ---- | --- | --- | --- | --- | ---- |
| 1  | Karl Malone      | 25   | 80 | 80 | 39.1 | 10.1 | 19.5 | .519 | 0.1 | 0.2 | .313 | 8.8 | 11.5 | .766 | 3.2 | 7.4 | 10.7 | 2.7  | 1.8 | 0.9 | 3.6 | 3.6 | 29.1 |
| 2  | John Stockton    | 26   | 82 | 82 | 38.7 | 6.1  | 11.3 | .538 | 0.2 | 0.8 | .242 | 4.8 | 5.5  | .863 | 1.0 | 2.0 | 3.0  | 13.6 | 3.2 | 0.2 | 3.8 | 2.9 | 17.1 |
| 3  | Mark Eaton       | 32   | 82 | 82 | 35.5 | 2.3  | 5.0  | .462 | 0.0 | 0.0 |      | 1.6 | 2.4  | .660 | 2.8 | 7.5 | 10.3 | 1.0  | 0.5 | 3.8 | 1.7 | 3.5 | 6.2  |
| 4  | Thurl Bailey     | 27   | 82 | 3  | 33.9 | 7.5  | 15.5 | .483 | 0.0 | 0.1 | .400 | 4.4 | 5.4  | .825 | 1.4 | 4.0 | 5.5  | 1.7  | 0.6 | 1.1 | 2.5 | 2.3 | 19.5 |
| 5  | Darrell Griffith | 30   | 82 | 73 | 29.0 | 5.7  | 12.7 | .446 | 0.7 | 2.4 | .311 | 1.7 | 2.2  | .780 | 0.9 | 3.1 | 4.0  | 1.6  | 1.0 | 0.3 | 1.7 | 2.1 | 13.8 |
| 6  | Bob Hansen       | 28   | 46 | 9  | 21.0 | 3.0  | 6.5  | .467 | 0.4 | 1.2 | .352 | 0.9 | 1.6  | .560 | 0.6 | 2.2 | 2.8  | 1.1  | 0.8 | 0.1 | 0.9 | 2.3 | 7.4  |
| 7  | Mike Brown       | 25   | 66 | 16 | 15.9 | 1.6  | 3.8  | .419 | 0.0 | 0.0 |      | 1.4 | 2.0  | .708 | 1.4 | 2.5 | 3.9  | 0.6  | 0.4 | 0.3 | 1.2 | 2.0 | 4.5  |
| 8  | Jim Farmer       | 24   | 37 | 0  | 11.1 | 1.5  | 3.8  | .401 | 0.2 | 0.5 | .450 | 0.8 | 1.1  | .707 | 0.6 | 0.9 | 1.5  | 0.8  | 0.2 | 0.0 | 0.7 | 1.1 | 4.1  |
| 9  | Eric Leckner     | 22   | 75 | 0  | 10.4 | 1.6  | 2.9  | .545 | 0.0 | 0.0 |      | 1.1 | 1.5  | .699 | 0.6 | 2.0 | 2.7  | 0.2  | 0.1 | 0.3 | 0.9 | 2.3 | 4.3  |
| 10 | Marc Iavaroni    | 32   | 77 | 50 | 10.3 | 0.9  | 2.1  | .442 | 0.0 | 0.0 | .000 | 0.5 | 0.6  | .818 | 0.5 | 1.2 | 1.7  | 0.4  | 0.1 | 0.2 | 0.7 | 1.3 | 2.3  |
| 11 | Jim Les          | 25   | 82 | 0  | 9.5  | 0.5  | 1.6  | .301 | 0.0 | 0.2 | .071 | 0.7 | 0.9  | .781 | 0.3 | 0.8 | 1.1  | 2.6  | 0.3 | 0.1 | 1.1 | 1.1 | 1.7  |
| 12 | Bart Kofoed      | 24   | 19 | 0  | 9.3  | 0.6  | 1.7  | .364 | 0.0 | 0.1 | .000 | 0.3 | 0.6  | .545 | 0.2 | 0.4 | 0.6  | 1.1  | 0.5 | 0.0 | 0.7 | 1.2 | 1.6  |
| 13 | José Ortiz       | 25   | 51 | 15 | 6.4  | 1.1  | 2.5  | .440 | 0.0 | 0.0 | .000 | 0.6 | 1.0  | .596 | 0.6 | 0.5 | 1.1  | 0.2  | 0.2 | 0.1 | 0.7 | 0.8 | 2.8  |
| 14 | Scott Roth       | 25   | 16 | 0  | 4.5  | 0.4  | 1.5  | .292 | 0.1 | 0.4 | .167 | 0.5 | 0.7  | .727 | 0.0 | 0.5 | 0.5  | 0.4  | 0.3 | 0.1 | 0.4 | 0.9 | 1.4  |
| 15 | Eric White       | 23   | 1  | 0  | 2.0  | 0.0  | 1.0  | .000 | 0.0 | 0.0 |      | 0.0 | 0.0  |      | 0.0 | 0.0 | 0.0  | 0.0  | 0.0 | 0.0 | 0.0 | 1.0 | 0.0  |

## Galardones y récords
| Jugador       | Galardón                                                                     |
| Mark Eaton    | Mejor Defensor de la NBA Mejor quinteto defensivo de la NBA All-Star         |
| Karl Malone   | Mejor quinteto de la NBA All-Star                                            |
| John Stockton | 2.º Mejor quinteto de la NBA 2.º Mejor quinteto defensivo de la NBA All-Star |